# Clemensia cana
Clemensia cana är en fjärilsart som beskrevs av Walker 1866. Clemensia cana ingår i släktet Clemensia och familjen björnspinnare. Inga underarter finns listade i Catalogue of Life.